# KGモビリティ
KGモビリティ株式会社（ケージーモビリティ、朝: KG모빌리티 주식회사、英: KG Mobility Corporation）は、大韓民国京畿道平沢市七槐洞東朔路455-12に本社を置く自動車製造会社である。旧社名は雙龍自動車株式会社（サンヨンじどうしゃ、朝: 쌍용자동차 주식회사、英: Ssangyong Motor Corporation）であり、日本語における漢字表記では『双龍自動車』とも表記された。
略称および自動車ブランド名はKGM（ケージーエム）。本国韓国を皮切りに海外市場でも順次KGMブランドに切り替えているが、一部市場ではまだ旧ブランドの雙龍（サンヨン、Ssangyong）が使用されているところもある。
現行CIは、韓国市場用と輸出市場用で共通の鹿やトナカイの角を連想させるデザインを採用する。

## 沿革
- 1954年1月1日 - 河東煥（朝鮮語版）によりソウル特別市麻浦区に河東煥<ハドンファン>自動車製作所（朝: 하동환자동차제작소、英: Ha Dong-hwan Motor Workshop）を設立。略称はHDH（エイチディーエイチ）。バスの架装を手掛けており、朝鮮戦争停戦後の復興により盛業となる。
- 1962年12月 - ソウル特別市九老区九老洞に東方<トンバン>自動車工業株式会社（朝: 동방자동차공업 주식회사、英: Dongbang Motor Corporation）を設立。
- 1963年7月 - 東方自動車工業を吸収合併し、河東煥自動車工業株式会社（朝: 하동환자동차공업 주식회사、英: Ha Dong-hwan Motor Corporation）として発足。日産ディーゼル工業（現・UDトラックス）製リアエンジンバスのノックダウン生産を手掛ける。
- 1966年5月 - 韓国初となるリアエンジンバス、HDH-R66型をブルネイ市場へ輸出。
- 1967年
  - 5月 - 新進自動車工業株式会社（現・韓国GM）と業務提携、乗用車市場へ参入。
  - 8月 - 韓国初となる大型バスを南ベトナム市場へ輸出。
- 1969年11月 - 新進自動車工業により韓国市場初となる民用ジープを製造。
- 1970年4月 - 新進自動車工業により釜山周礼洞（朝鮮語版）ジープ工場を竣工。
- 1974年
  - 4月 - 新進ジープ自動車工業株式会社（朝: 신진지프자동차공업 주식회사、英: Shinjin Jeep Motors Corporation）を設立。
  - 5月 - 新進自動車により米AMCと技術提携契約を締結。在韓米軍及び大韓民国国軍用ジープのライセンス生産を手掛ける。
- 1976年 - 消防車など特殊車両の生産を開始。
- 1977年 - 東亞<トンア、DONG-A>自動車（동아자동차）に社名変更。
- 1979年 - 主生産工場を京畿道平沢市に移転。
- 1983年 - KH-7, CJ-7 型ジープや、乗用車コランド（코란도）を生産していた釜山市の巨和<コファ>（거화）を吸収合併し、業務を拡大した。
- 1988年 - サンヨングループに買収され、社名がサンヨン自動車となる。
- 1993年 -『イノベーション宣言』の下、メルセデス・ベンツと提携しムッソー（무쏘、1993年）、イスタナ（이스타나、1995年）、新型コランド（1996年）、チェアマン （체어맨、1997年）と、矢継ぎ早に新車を投入。しかし、過剰投資とグループ内部の対立から、急速に経営状態が悪化した。
- 1997年 - 乗用車部門と大型車両部門を分離。前者は大宇グループ（대우그룹）に経営権が譲渡され、大宇自動車の一部門になった結果、2000年に大宇グループが経営破綻するまで、一時的にサンヨンブランドが消滅する。労働争議も多発し、1999年にはロックアウトも実施された。
- その後はしばらくメインバンクの管理下に置かれたが、2004年に中国の上海汽車（SAIC）が株式の49%を取得し、傘下に収めた。しかし主力の北米向けSUV輸出の急激な縮小から、経営が再び悪化。
- 2009年1月9日 - 自主再建を断念し、ソウル中央地裁に法定管理[注釈 2]を申請[1]。民主労働党、進歩新党の支援を受けた労組側約500名は、政府に対して直接交渉と従業員の地位保全等を求め5月29日から平沢工場に立てこもったが、李明博政権はストライキの強制鎮圧を決定[2]。8月4日に機動隊が突入し強制排除された[3]。
- 2010年11月23日 - インドの自動車メーカーマヒンドラ&マヒンドラ社が、5225億ウォンでサンヨン自動車を買収する契約を締結。これによりマヒンドラはサンヨン自動車の株式の70%を保有することになった[4]。サンヨン自動車には債務があり、売却代金だけでは債務返済を賄えないが、債権団は、不足する約700億ウォンについて2011年1月に債務免除に応じるか否かを決定する予定[4]。
- 2012年10月3日 - マヒンドラ&マヒンドラは10月17日にレクストンをインドでデビューさせると発表した。製造はマハーラーシュトラ州チャカンにあるマヒンドラの工場にて行われる[5]。これにより、サンヨンブランドがインド市場に上陸を果たすことになる。
- 2019年12月 - 韓国政府と産業銀行に借入金の返済延長と新規資金支援を要請。これは、11四半期連続で赤字を計上している中で、2020年上半期に満期を迎える借入金の償還に充てることが目的。なお、政府側は株主であるマヒンドラグループの追加増資と構造調整が行われてこそ支援の議論できるとして結論を先延ばした[6]。
- 2020年12月21日 - 企業再生を扱うソウル回生裁判所に2度目となる更生手続きの開始を申請したと発表[7]。2021年にかけて、自動車流通会社の米国・HAAHオートモーティブ社がマヒンドラに対して買収交渉を行ったが、同年4月に交渉は決裂[8]。
- 2021年10月 - 韓国の新興電気自動車メーカーのエジソン・モーターズがサンヨン自動車買収の優先交渉権を得た[9]。
- 2022年3月 - エジソン・モーターズによるサンヨン自動車買収の買収が白紙になったが[注釈 3][10]、同年8月には裁判所の認可を受けて化学事業などを手がけるKGコンソーシアムが買収者となることが決定した。2022年11月、サンヨンが債務の大半を弁済し業績回復が見込めることから、更生手続きが終了することをソウル回生裁判所が決定した[11]。
- 2023年3月22日 - 株主総会で社名の変更が可決され、名称が「サンヨン自動車」からKGグループ傘下を意味する「KGモビリティ」に変更となった。

## 事業

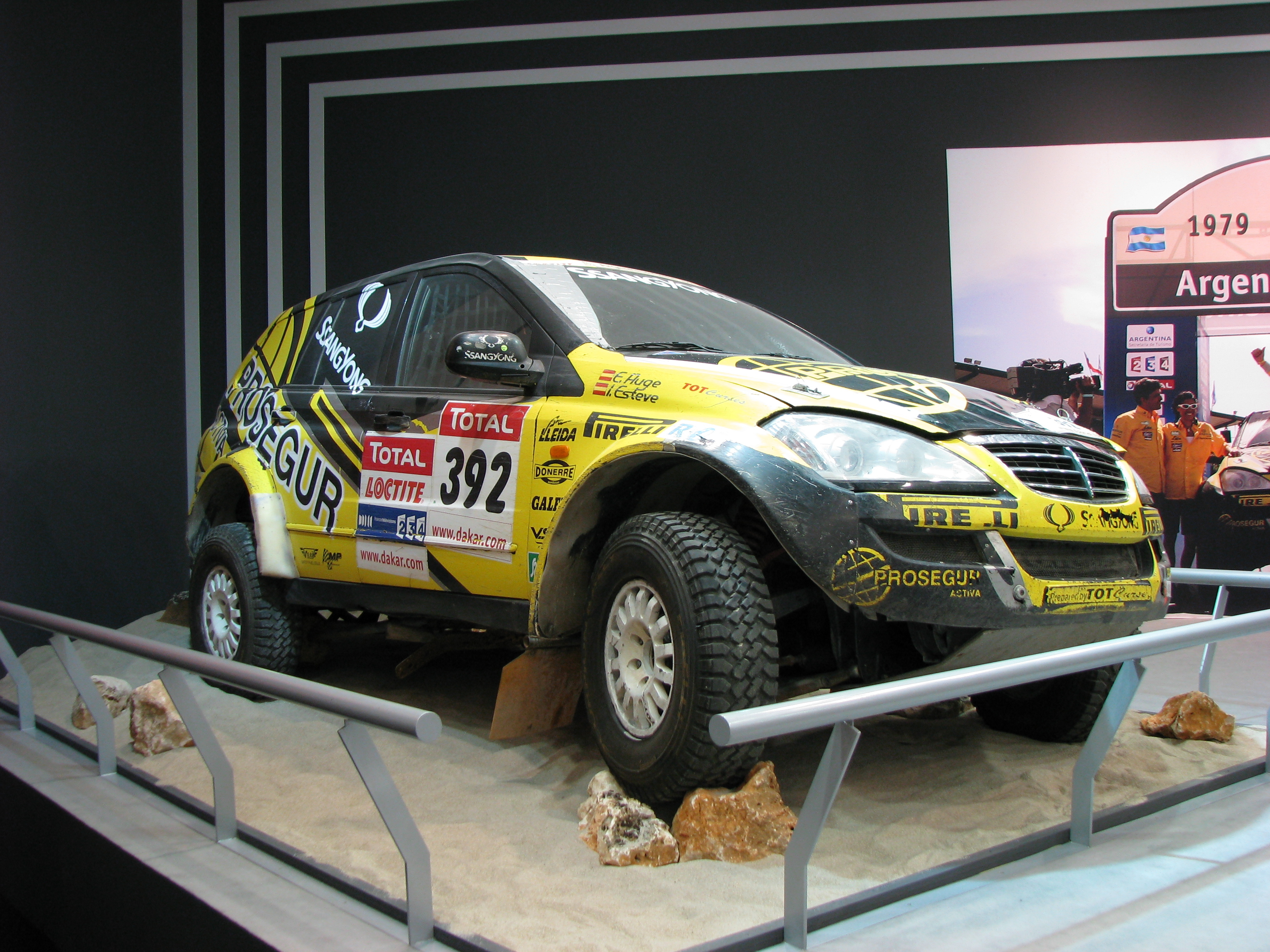
2009年ダカール・ラリーに参戦したカイロン

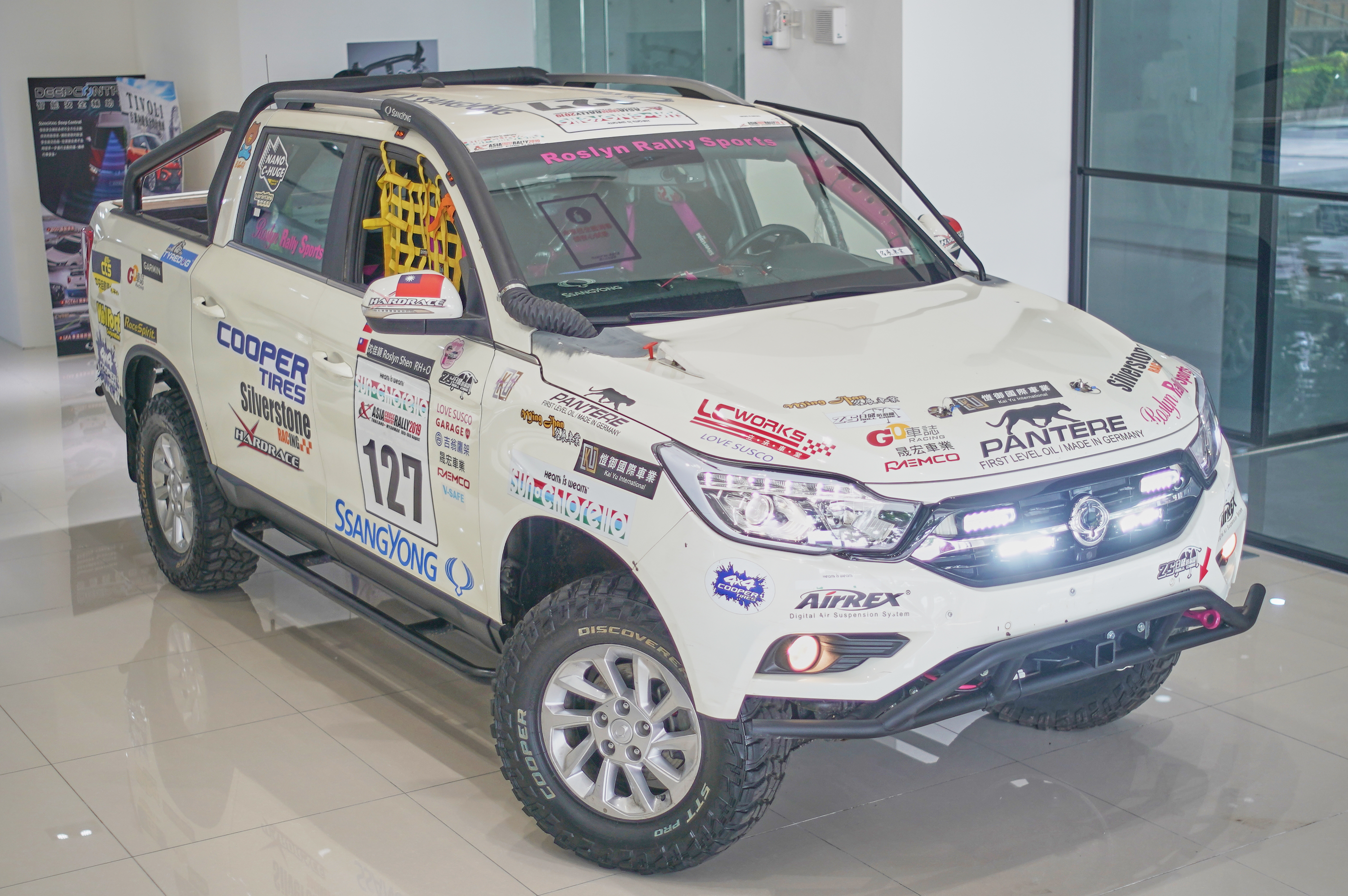
2019年アジアクロスカントリーラリーに参戦した台湾チームのレクストン

米国・AMC、後にドイツのメルセデスからエンジン等の技術供与を受け、SUVを中心に製造・販売していた。
1990年には英国・パンサーを買収してスポーツカーにも進出したが、ごく少数に留まった。
韓国国内では他の旧大宇系自動車メーカー同様、大宇自動車販売が流通を担当した。日本では2007年頃までGM大宇・マティスの代理店オートレックス（本社：福岡市）が輸入していたが、ほどなく中止された模様。
SUVを主力とすることもあって、世界で最も過酷な自動車レースとして知られる「ダカール・ラリー」には古くから参戦の記録がある。イタリア人でトラック部門を制した経験を持つジャコモ・ビスマラのドライブで1994-96年に参戦し、3年連続で総合8位完走を果たした。2009年には事故で車椅子となったスペイン人二輪ライダーのイシドル・エステべ・プジョルをドライバーに据えて完走を果たした。その後スペイン法人がチボリのグループT1.2マシン（四輪駆動ディーゼルエンジン車）を開発し、2017年バハ・アラゴンに参戦。総合20位完走で、欧州ダカール・チャレンジクラスでの優勝を果たし、翌年のダカールに無料で出場できる権利を獲得した。
2018年からは仏ソディカーズ・レーシングとの提携により、シボレー製V8エンジンを搭載した既存の二輪駆動バギー「BV2」を、市販車のデザインに架装してダカールに参戦。2018年はチボリ（二輪駆動ガソリン車クラス4位）、2019年はレクストン（同クラス3位）、2020年はコランド（同クラス10位）でそれぞれ完走した。
サーキットレースでは、1996年のル・マン24時間レースにパンサーの軽量ミッドシップスポーツカーであるソロの名が与えられたLMP2マシンを投入し、ベルトラン・ガショーがドライブ。しかし結果は予備予選落ちだった。

## 現行車種
| 車種                    | 車種                         | 初登場年 | 現行型                   | 現行型     | 現行車種の概要 | 生産工場 |
| 車種                    | 車種                         | 初登場年 | 発表                     | 最新の改良 | 現行車種の概要 | 生産工場 |
| ----------------------- | ---------------------------- | -------- | ------------------------ | ---------- | --- | -------- |
| SUV                     |                              |          |                          |            | |          |
| Tivoli                  | チボリ                       | 2015年   | 2015年 1月13日 （初代）  |            | 小型SUV。後部を延長した「チボリ エア」（XLV）も用意されている。                                                                |          |
| Korando                 | コランド                     | 1983年   | 2019年2月 2月 （4代目）  |            | 準中型SUVであり、現存する大韓民国最長寿ブランド。2022年にはブランド初の電気自動車である「コランド E-モーション」も追加された。 |          |
| Torres                  | トーレス                     | 2022年   | 2022年 7月6日 （初代）   |            | チボリ以来となる新規開発車両で、同社ラインナップ中で最も新しく、コランドとレクストンの中間に位置する中型SUV。                  |          |
| Actyon                  | アクティオン                 | 2005年   | 2024年 6月20日 （2代目） |            | トーレスをベースに開発・販売する中型クーペSUV。                                                                                |          |
| REXTON                  | レクストン                   | 2001年   | 2017年 5月1日 （2代目）  |            | 大型SUV。韓国では2017年-2020年11月まで「G4レクストン」を名乗っていた。                                                         |          |
| ピックアップトラック    |                              |          |                          |            | |          |
| Musso EV                | ムッソ EV                    | 2025年   | 2025年 3月5日 （初代）   |            | トーレスEVXがベースの中型ピックアップであると同時に、韓国車初のEVピックアップでもある。                                        |          |
| Musso Sports/Musso KHAN | ムッソスポーツ/ムッソ カーン | 2006年   | 2018年 （2代目）         |            | 大型ピックアップトラックで、コランドスポーツの後継車。2025年3月に「レクストンスポーツ」「レクストンスポーツ カーン」から改名。 |          |

## 画像

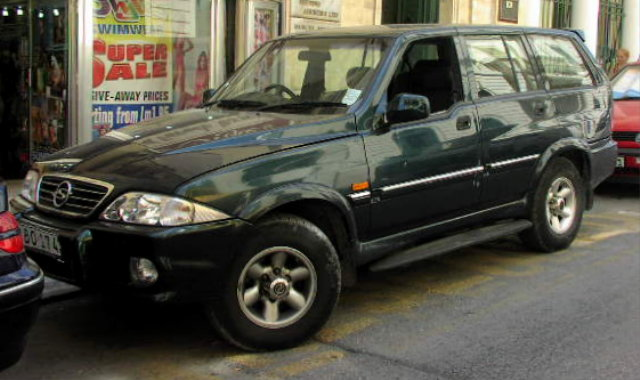
ムッソー
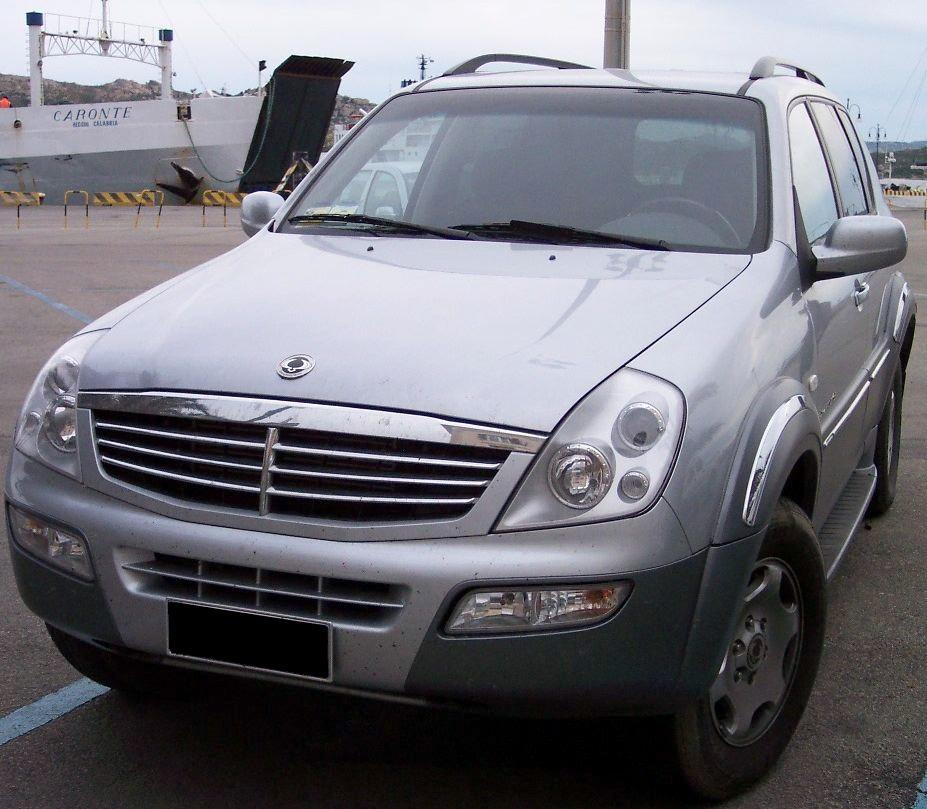
レクストン（初代）
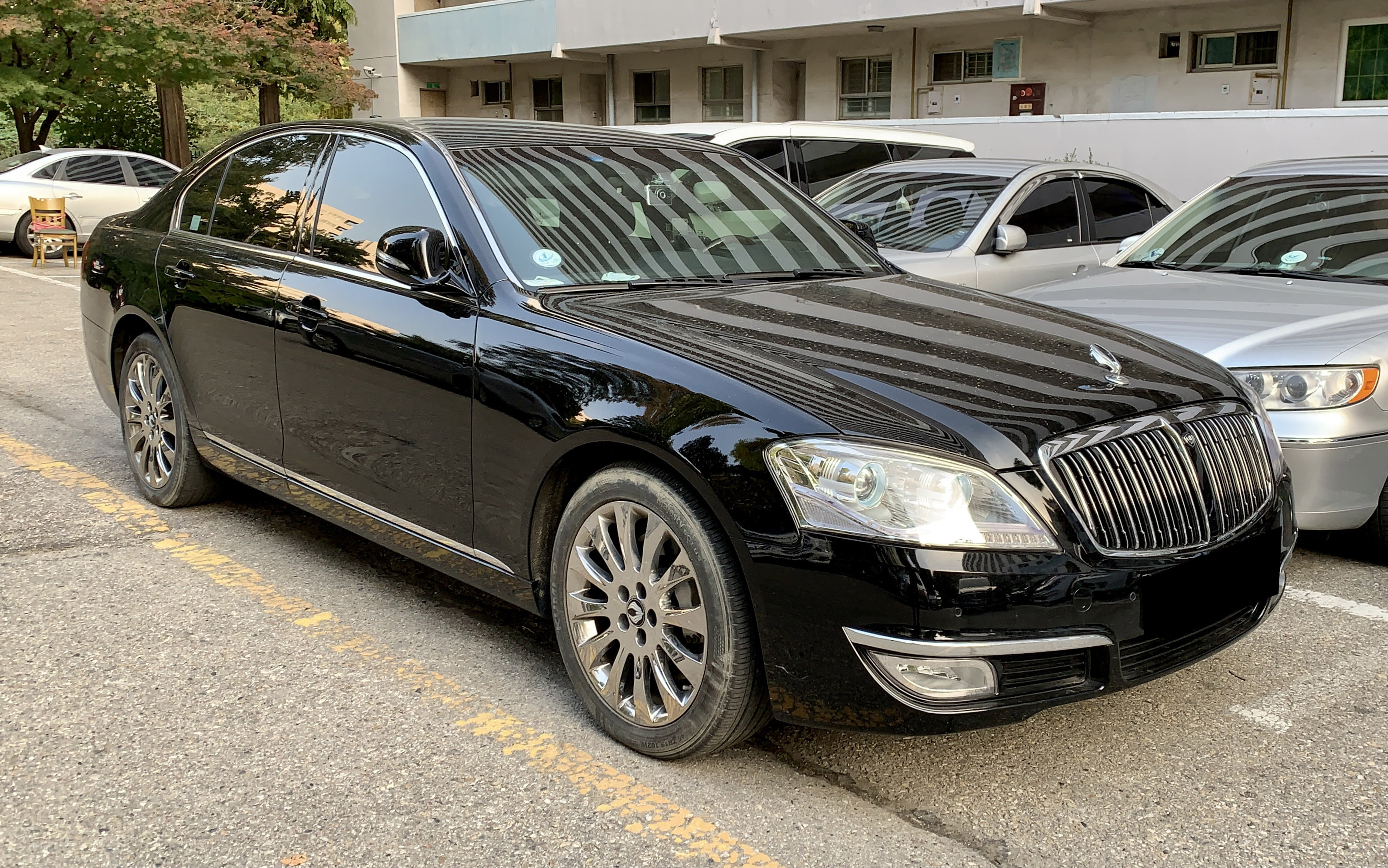
チェアマン
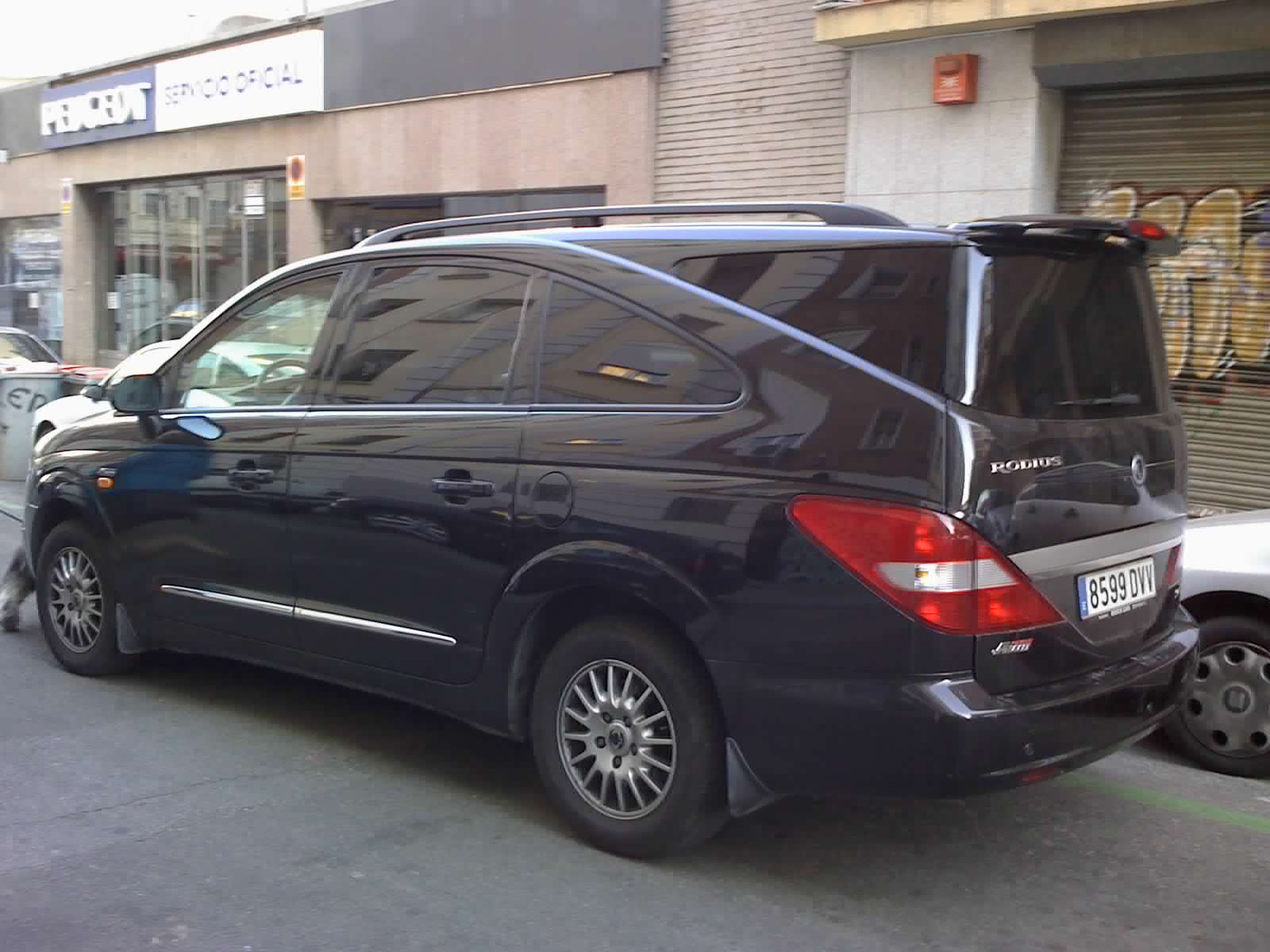
ロディウス
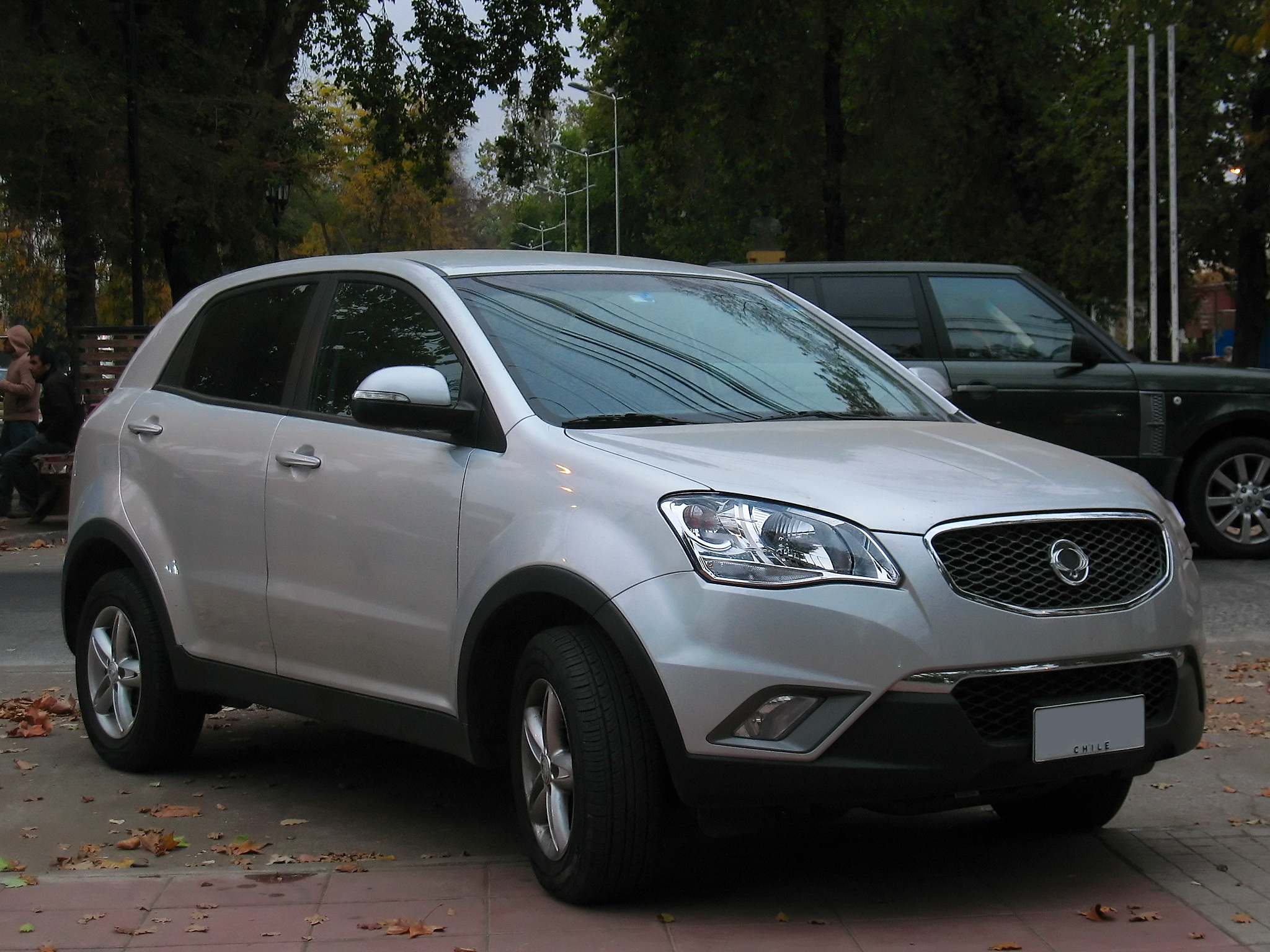
コランドC
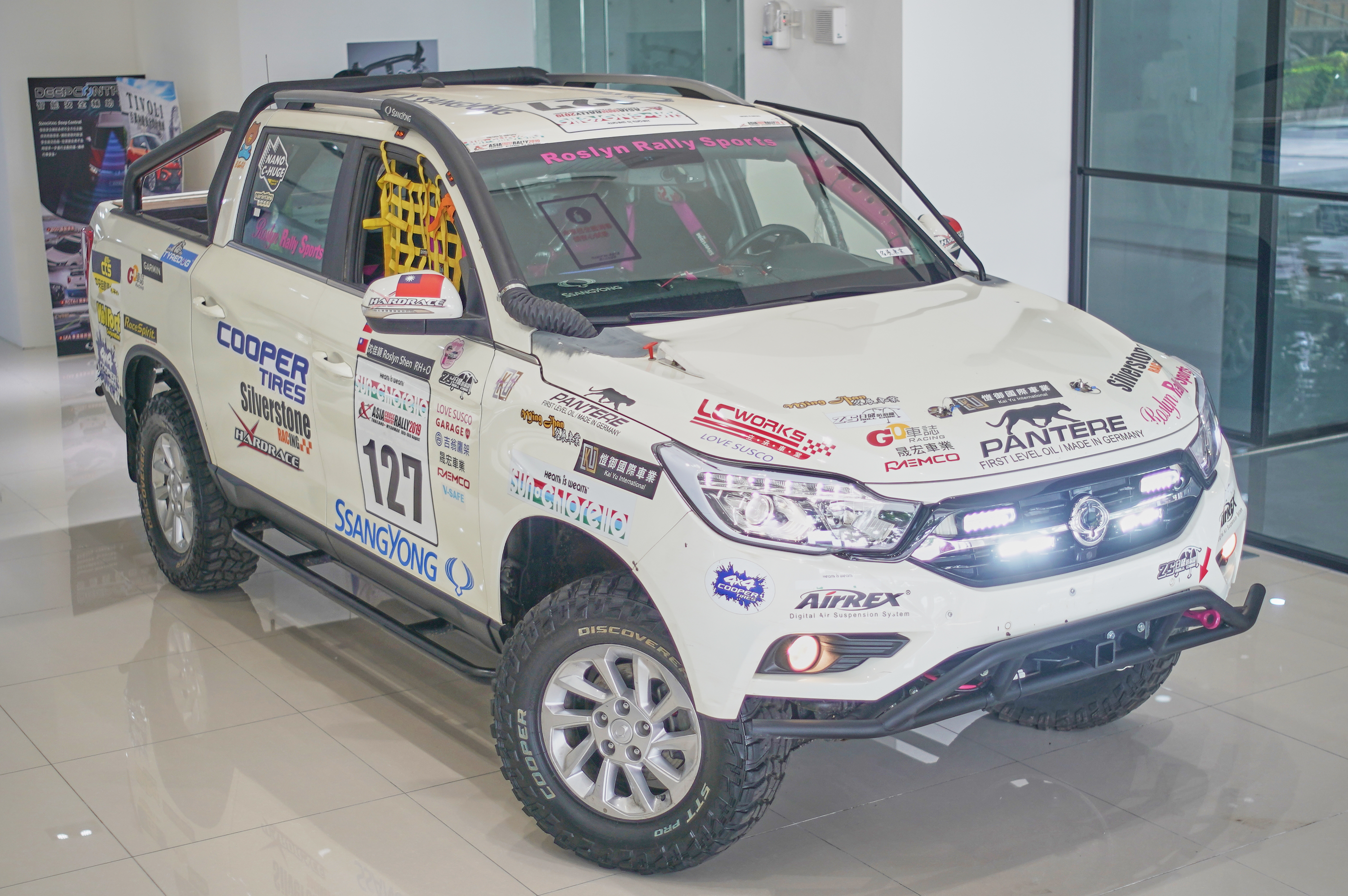
レクストン Sports